# Vojaški boben
Vojaški boben je boben, ki je globlji od drumlice in po navadi ima lesen okvir. Uporabljan je predvsem v orkestrih, zlasti v policijski ali vojaški godbi na pihala.
Včasih so z njim vodili vojske.